# Grace Park
Grace Park (Los Angeles, Kalifornia, 1974. március 14. –) koreai-amerikai származású kanadai színésznő.

## Filmográfia

### Film
| Év   | Magyar cím Eredeti cím         | Szerep       | Megjegyzés |
| ---- | ------------------------------ | ------------ | ---------- |
| 2008 | – Run Rabbit Run               | Hannah Moon  |            |
| 2007 | – West 32nd                    | Lila Lee     |            |
| 2003 | – Fluffy                       | Amy          | rövidfilm  |
| 2000 | Öld meg Rómeót! Romeo Must Die | Asian Dancer |            |

### Televízió
| Év        | Magyar cím Eredeti cím                                     | Szerep                                                                     | Megjegyzés                            |
| --------- | ---------------------------------------------------------- | -------------------------------------------------------------------------- | ------------------------------------- |
| 2010—2017 | Hawaii Five-0                                              | Kono Kalakaua                                                              | 77 epizód magyar hangja Ruttkay Laura |
| 2010 2013 | Amerikai fater American Dad!                               | Akiko Yoshida                                                              | 2 epizód                              |
| 2010      | Tökéletes célpont Human Target                             | Eva Khan                                                                   | Corner Man című epizód                |
| 2009      | CSI: A helyszínelők CSI: Crime Scene Investigation         | Convention Attendee                                                        | Rejtélyes Űr című epizód              |
| 2009      | Csillagközi Romboló: A terv Battlestar Galactica: The Plan | Nyolcas / Sharon "Athena" Agathon hadnagy/ Sharon "Boomer" Valerii hadnagy | TV-film                               |
| 2008-2010 | – The Border                                               | Liz Carver                                                                 | 12 epizód                             |
| 2008-2009 | – Battlestar Galactica: The Face of the Enemy              | Number Eight                                                               | minisorozat                           |
| 2008-2009 | The Cleaner - A Független The Cleaner                      | Akani Cuesta                                                               | 26 epizód magyar hangja Ruttkay Laura |
| 2007      | Csillagközi romboló: Penge Battlestar Galactica: Razor     | Nyolcas / Sharon "Athena" Agathon hadnagy/ Sharon "Boomer" Valerii hadnagy | TV-film                               |
| 2004-2009 | Csillagközi romboló Battlestar Galactica                   | Nyolcas / Sharon "Athena" Agathon hadnagy/ Sharon "Boomer" Valerii hadnagy | 73 epizód magyar hangja Csondor Kata  |
| 2004      | – Human Cargo                                              | Taiwanese Woman #1                                                         | minisorozat                           |
| 2004      | Androméda Andromeda                                        | Doctor 26 Carol                                                            | Machinery of the Mind című epizód     |
| 2004      | Holtsáv The Dead Zone                                      | Sexy Bridesmaid                                                            | Speak Now című epizód                 |
| 2003-2004 | Jake 2.0 - A tökéletes ügynök Jake 2.0                     | Fran Yoshida                                                               | 4 epizód                              |
| 2003      | – Jinnah: On Crime - White Knight, Black Widow             | Cynthia Wong                                                               | TV-film                               |
| 2003      | Csillagközi rom Battlestar Galactica                       | Nyolcas / Sharon "Athena" Agathon hadnagy/ Sharon "Boomer" Valerii hadnagy | minisorozat                           |
| 2002      | L.A. Law: The Movie                                        | Charmaigne                                                                 | TV-film                               |
| 2001-2005 | Edgemont                                                   | Shannon Ng                                                                 | 69 epizód                             |
| 2001      | Sötét angyal Dark Angel                                    | Female Breeding X5                                                         | Nevezd meg! című epizód               |
| 2001      | Csillagkapu Stargate SG-1                                  | Lt. Satterfield                                                            | A tettek mezeje című epizód           |
| 2000-2001 | A halhatatlan The Immortal                                 | Mikiko                                                                     | 5 epizód                              |
| 2000      | – Secret Agent Man                                         | Louann / Staffer #2                                                        | 2 epizód                              |
| 1997 2001 | Végtelen határok The Outer Limits                          | Virtual Avatar Satchko                                                     | Bits of Love Time to Time című epizód |
| 1997      | Rejtélyes igazságok Beyond Belief: Fact or Fiction         | Maddie                                                                     | The Crypt Ghost című epizód           |

### Videójáték
| Év   | Cím                                | Szerep             | Megjegyzés |
| ---- | ---------------------------------- | ------------------ | ---------- |
| 2007 | Command & Conquer 3: Tiberium Wars | Lt. Sandra Telfair | hang       |